# 2022 WJ1
2022 WJ1（以前はC8FF042と指定されていた）は、2022年11月19日08:27（世界時）にカナダのオンタリオ州南部、トロントの南西にあるGolden Horseshoe地域の上空で地球の大気に衝突した、小さくて無害な≈1メートルの地球近傍小惑星であった流星物質（隕石）である。隕石となった2022 WJ1は、ダークフライト中に気象レーダーによって検出された。

## 発見
2022 WJ1は、レモン山天文台のDavid Rankinによって、衝突の3時間前に、レモン山サーベイの定期観測中に発見された。最初の画像は、2022 WJ1が地球から0.000859天文単位 (128.5×103 km; 79.8×103 mi; 0.334 LD)離れた位置に存在した04:53（世界時）に撮影された。2022 WJ1の最初の4つの画像を使用して、Scoutは地球への衝突の25%の可能性を推定した。次の4つの画像では、可能性が50%に上がった。約1時間以内に、さらなる観測により、衝突の可能性が100%に上昇した。最終的な観測は、衝突の32分前、地球の影に入る直前のマウナ・ケアからのものであった。2022 WJ1は、地球の影に消える前に、約15等級（冥王星の明るさ）まで明るくなった。
これは、6回目の小惑星衝突の予測に成功したものである。絶対等級33.6で、宇宙に存在した間に発見された最小の小惑星である。

## 衝突
隕石の落下は、グリムスビーの東からナイアガラオンザレイクまでのオンタリオ湖の南岸に沿って発生し、ほとんどの隕石が水に落ちたと推定された。より大きな破片はさらに東に落ちていたと推定される。ダークフライト中、気象レーダーの痕跡は高度15キロメートルから850メートルまで現れた。隕石は黒い溶融皮殻（Black Fresh Fusion Crust）を持っているはずである。発見可能な破片のほとんどは、5グラム前後でアメリカ合衆国の5セント硬貨ほどの大きさである。最大の破片はサッカーボールのサイズで、ポート・ウェルラーとヴァージルの間にある可能性がある。
また、2009年9月26日01:03（世界時）にグリムスビーで普通コンドライト隕石の落下が観測され、合計215グラム（最大の破片は69グラム）の13個の隕石が回収された。このとき、隕石の破片は8キロメートルx4キロメートルの範囲内に散乱していた。
小惑星センターは、隕石がグリムスビーから70キロメートル離れたブラントフォード上空で地球の大気に突入したことを指摘した。結果として生じたソニックブームは主にハミルトンで聞こえたが、火球はグレータートロントの観測者に見え、メリーランド州、オハイオ州、ペンシルベニア州、ニューヨーク州にまで及んだ。

1分マーカー CST（UT-6hr）と水面までの線を使用して、JPL Horizonsからシミュレートされた最終軌道推定。

## 軌道

太陽の周囲を公転するのアニメーション
·
地球·
火星·
太陽

アポロ型小惑星であった2022 WJ1は、地球に衝突したとき、12月中旬に到達するとされた近日点（太陽への最接近）に近づいていた。2022 WJ1が地球から0.2天文単位 (30×106 km; 78 LD)離れた位置に存在した2022年10月15日の衝においてさえ、最も感度の高い自動化された全天観測でさえ検出するには約600倍も暗い31という観測不可能な見かけの等級を持っていた。
2022 WJ1は、近日点が0.92天文単位の地球の軌道の内側から遠日点が2.8天文単位の小惑星帯の中央までの距離を公転していた。